# James Blyth (baron Blyth de Rowington)
Pour les articles homonymes, voir James Blyth et Blyth.
James Blyth, baron Blyth of Rowington (né le 8 mai 1940) est un homme d'affaires britannique.

## Jeunesse
Il est le fils de Daniel Blyth et Jane Power Carlton et fait ses études à l'école de Speir et à l'Université de Glasgow, où il obtient un baccalauréat ès arts et une maîtrise ès arts en histoire en 1963.

## Carrière
Blyth travaille pour Mobil Oil de 1963 à 1969, pour General Foods de 1969 à 1971 et pour Mars Foods de 1971 à 1974 . Entre 1974 et 1977, il est directeur général de Lucas Batteries et entre 1977 et 1981 directeur général de Lucas Aerospace. Il est également directeur du groupe Imperial de 1984 à 1986, directeur général de Plessey Electronic Systems en 1985 et 1986, et directeur général de la société Plessey en 1986 et 1987. Blyth est administrateur de Cadbury-Schweppes entre 1986 et 1990, de British Aerospace entre 1990 et 1994  et de NatWest entre 1998 et 2000.
En 1981, Blyth devient chef des ventes de défense pour le ministère de la Défense, poste qu'il occupe jusqu'en 1985, date à laquelle il est fait chevalier. De 1987 à 1996, il est président de la London Business School (LBS) et jusqu'en 1998, administrateur et chef de la direction de The Boots Company . Le 24 juillet 1995, il est créé pair à vie en tant que baron Blyth de Rowington, de Rowington dans le comté de Warwickshire. Il siège en tant que conservateur à la Chambre des lords jusqu'à sa retraite le 1er janvier 2018.
Blyth reçoit un doctorat honorifique en droit de l'Université de Nottingham en 1992. Il est membre de la Royal Aeronautical Society, nommé en 1994, et membre de la London Business School, nommé en 1998.
Il est président de Diageo, société mère des marques de vodka Popov et Smirnoff, ainsi que des boissons maltées Guinness, jusqu'en juin 2008. Il est remplacé par Franz Humer. En 2013, il est nommé au conseil d'administration d'Avoca Capital Holdings.

## Vie privée
Lord Blyth of Rowington est marié à Pamela Anne Campbell-Dixon depuis 1967; ils ont une fille et un fils décédé.